# Dusona pictator
Dusona pictator là một loài tò vò trong họ Ichneumonidae.